# Younes Mankari
Youness Mankari est un footballeur marocain né le 28 avril 1983 à Casablanca. Il évolue au poste de milieu de terrain. Il est l'actuel entraîneur de Rachad Bernoussi.

## Biographie
Il est international marocain depuis 2004. 
Libre de tout contrat, l'international marocain signe lors de l'été 2009, un contrat d'un an en faveur de la formation saoudienne d'Al Ittifaq Dammam. Cet accord, conclu pour environ 400.000$, intervient alors qu'il avait reçu une invitation en provenance du FC Nantes pour effectuer un essai pour le club de Ligue 2. 
En janvier 2010, il signe un contrat de 4 mois pour le club qatatri d'Al Kharitiyath.
Le 17 juillet 2010 Mankari signe un contrat de 2 ans et revient dans son club de cœur, le Wydad de Casablanca.

## Sélections en équipe nationale
| Caps | Date       | Match              | Lieu       | Score | Compétition      |
| 1    | 18/02/2004 | Maroc - Suisse     | Rabat      | 2 - 1 | Amical           |
| 2    | 07/06/2008 | Mauritanie - Maroc | Nouakchott | 1 - 4 | Elim.CAN/CM 2010 |
| 3    | 14/06/2008 | Rwanda - Maroc     | Kigali     | 3 - 1 | Elim.CAN/CM 2010 |
| 4    | 07/06/2009 | Cameroun - Maroc   | Yaoundé    | 0 - 0 | Elim.CM 2010     |
| ---- | ---------- | ------------------ | ---------- | ----- | ---------------- |

## Palmarès
Wydad de Casablanca
- Champion du Maroc en 2006
- Finaliste de La ligue des champions Arabes 2008, 2009
- Finaliste de La ligue des champions d'Afrique 2011